# 納西爾·穆罕默德

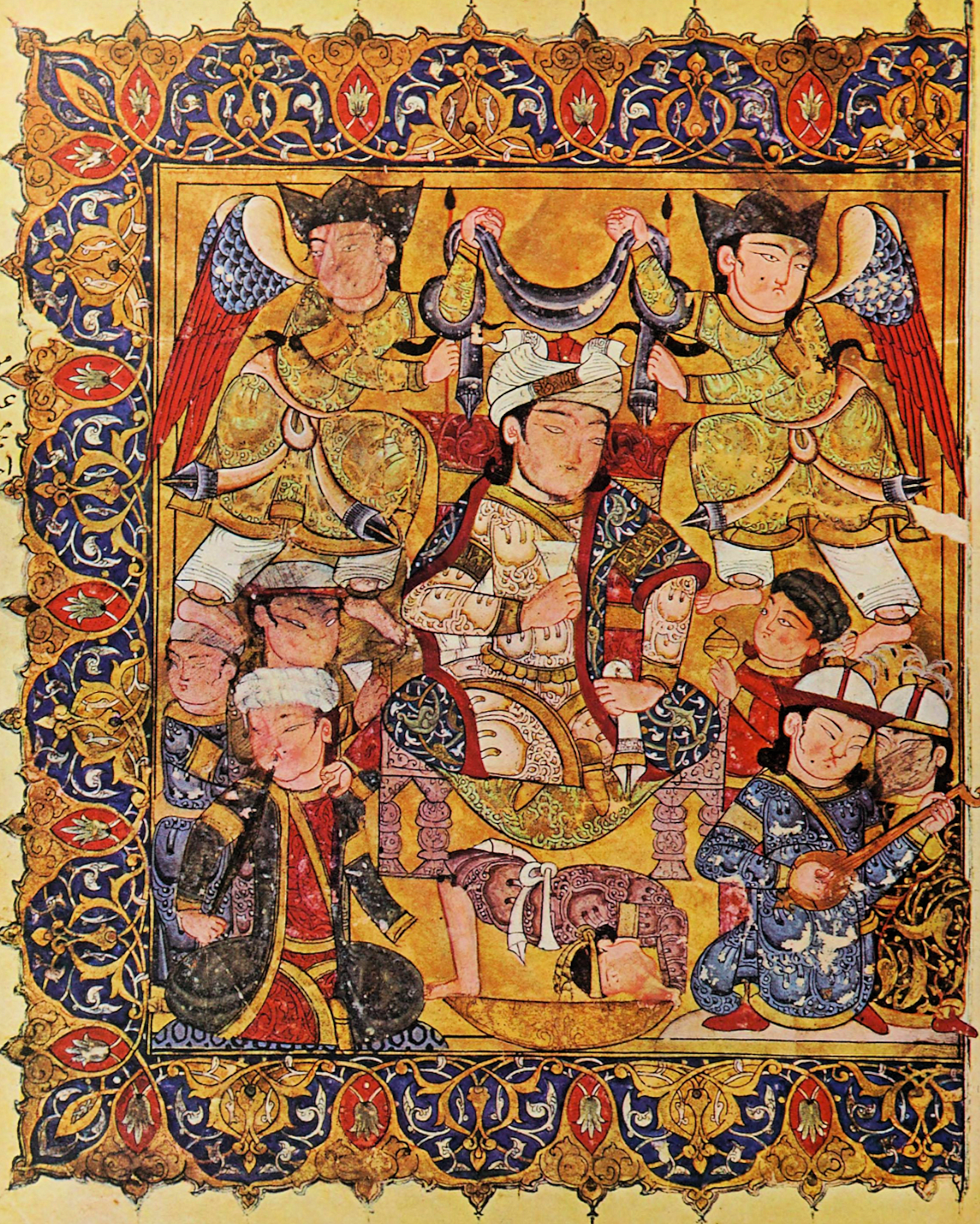
納西爾·穆罕默德宮廷畫像

納西爾·穆罕默德（Al-Nasir Muhammad，1285年—1341年）是馬木留克蘇丹國巴赫里王朝的蘇丹，1293－1294年、1299年－1341年在位。
納西爾·穆罕默德是嘉拉溫之子，在兄長阿什拉夫·哈利勒去世後被擁立。1294年阿迪勒·怯的不花與拉金共謀廢黜納西爾·穆罕默德，後來兩人在權力鬥爭中雙雙斃命，納西爾·穆罕默德在1299年復位。1303年馬木留克王朝與蒙古伊兒汗國爆發邁爾季薩法爾戰役，由馬木留克拿下勝利，結束蒙古人對黎凡特的佔領。1309年拜巴爾·賈山基爾發動政變奪權，但被憤怒的群眾逼迫下台，納西爾·穆罕默德利用這個機會剷除了他與賽義夫丁·薩拉爾，此後親掌大權。
馬木留克王朝在他在位期間達到鼎盛。納西爾·穆罕默德在位達四十三年，是馬木留克王朝在位最長的蘇丹。埃及此時繁榮發展，眾多伊斯蘭建築在開羅拔地而起，以納西爾·穆罕默德清真寺最具代表性。他在1341年去世，馬木留克王朝政局立刻陷入混亂：他的八個兒子阿布·巴克爾（Abu Bakr，1341）、庫魯克（Kujuk，1341－1342）、艾哈邁德（Ahmad，1342）、伊斯瑪儀（Ismail，1342－1345）、沙班（Sha'ban，1345－1346）、哈吉（Hajji，1346－1347）、哈桑（Hasan，1347－1351、1354－1361）、薩利赫（Salih，1351－1354）先後登上王位。